# Bandbukig trädklättrare
Bandbukig trädklättrare (Hylexetastes stresemanni) är en fågel i familjen ugnfåglar inom ordningen tättingar.

## Utseende och läte
Bandbukig trädklättrare är varmbrun med subtila svarta tvärband på undersidan. Kännetecknande är den stora röda näbben. Vattrad trädklättrare har också bandad fjäderdräkt och kan ha rödaktig näbb i vissa delar utbredningsområdet. Bandbukig trädklättrare är dock tvärbandad endast på undersidan och har kraftigare och ofta mer bjärt röd näbb. Sången består av en ljudlig ekande serie med stigande skrin.

## Utbredning och systematik
Bandbukig trädklättrare delas in i tre underarter med följande utbredning:
- Hylexetastes stresemanni insignis – förekommer i västra Amazonområdet i Brasilien (Rio Uaupés-regionen)
- Hylexetastes stresemanni stresemanni – förekommer i nordvästra Brasilien (nedre Rio Negro till Rio Solimões)
- Hylexetastes stresemanni undulatus – förekommer i tropiska sydöstra Peru till nordvästligaste Bolivia och västra Brasilien

## Levnadssätt
Bandbukig trädklättare är en oftast sällsynt fågel i låglandsregnskog. Den verkar föredra något mer höglänta områden. Ibland ses den kring svärmande vandringsmyror.

## Status och hot
Arten har ett stort utbredningsområde, men tros minska i antal, dock inte tillräckligt kraftigt för att den ska betraktas som hotad. Internationella naturvårdsunionen IUCN listar arten som livskraftig (LC).

## Namn
Fågelns vetenskapliga artnamn hedrar Erwin Friedrich Theodor Stresemann (1889-1972), tysk ornitolog, upptäcktsresande och samlare av specimen.